# Alexis (Illinois)
Alexis – wieś w Stanach Zjednoczonych, w stanie Illinois, w hrabstwie Warren.